# Schoß (Kleidung)

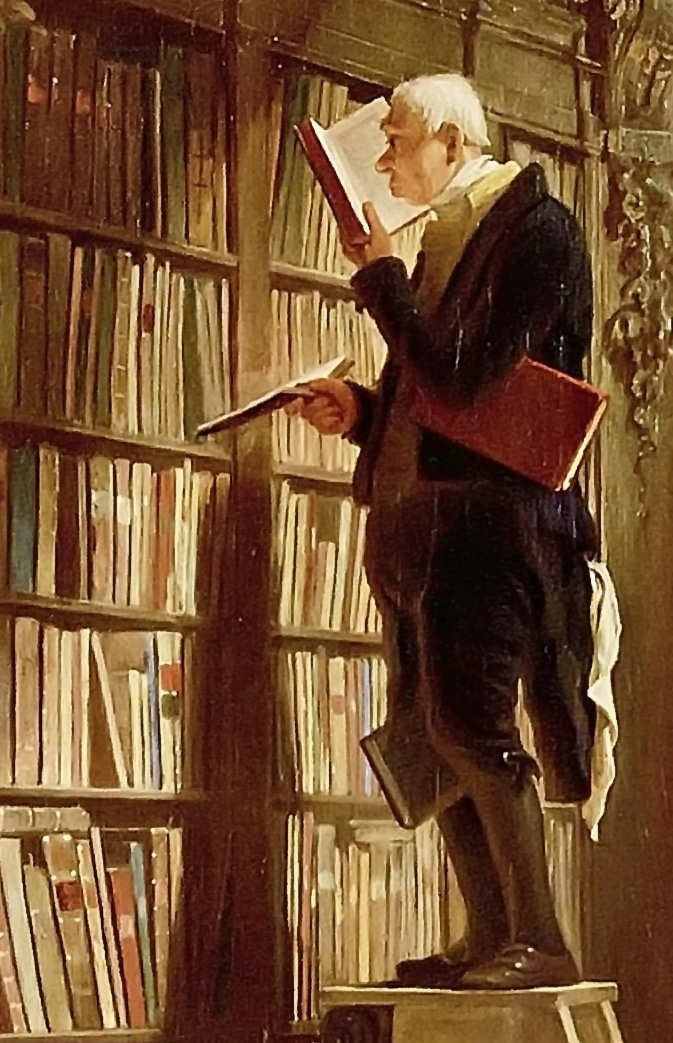
Schoß mit heraushängendem Taschentuch. Carl Spitzwegs Der Bücherwurm

Schoß (m., Plural „die Schöße“) nennt man bei Herrenkleidung den Teil eines Herrenrockes, der mit einer Taillennaht unterhalb der Taille angesetzt wird. 
Schöße wurden bereits an mittelalterlichen Wämsern angebracht und fielen damals weit abstehend, in einer an Glockenröcke erinnernden Art. Nach dem Dreißigjährigen Krieg entwickelten die Schneider den gehobenen Ständen vorbehaltene weite, geknöpfte Wämser mit Schößen. Diese kragenlosen Röcke des Barock wurden mit fortschreitender Schnitttechnik zum Justaucorps (nahe am Körper) des Rokoko.
Bis zum Ende des 18. Jahrhunderts regulierte man die Passform und Weitenverteilung dieser Kleidungsstücke über die Taillennaht, indem man z. B. die Schoßfalten des Justeaucorps nur in den Schößen anschnitt und oberhalb der Schoßnaht keine Mehrweite hatte. Auch die Umschläge der Waffenröcke des 19. Jahrhunderts waren nur an den Schößen angebracht. Typisch für die Röcke jener Zeit war die im Rückenschlitz angebrachte von außen nicht sichtbare Schoßtasche.